# Anastasios Papazoglou
Anastasios Papazoglou (in greco Αναστάσιος Παπάζογλου?; Serres, 24 settembre 1988) è un ex calciatore greco, di ruolo difensore.

## Palmarès

### Club

#### Competizioni nazionali
- Campionato greco: 3

Olympiakos: 2011-2012, 2012-2013, 2013-2014
- Coppa di Grecia: 1

Olympiakos: 2011-2012, 2012-2013
- Souper Ligka Ellada 2: 1

Panserraïkos: 2022-2023